# مفاوضات بلغراد وبريشتينا
المفاوضات بين بلغراد وبريشتينا هي سلسلة من المحادثات التي قام الاتحاد الأوروبي برعايتها بين حكومتي صربيا وكوسوفو. تزعم صربيا أن كوسوفو جزءا من أراضيها ويخضع لإدارة الأمم المتحدة، وترفض استقلالها. تعتبر كوسوفو صربيا دولة مجاورة. بدأت المفاوضات في مارس 2011، بعد ثلاث سنوات من إعلان كوسوفو الاستقلال. وهما أول مفاوضات بين الكيانين منذ إعلان كوسوفو الاستقلال في فبراير 2008.

## خلفية
أعلنت جمهورية كوسوفو استقلالها في 17 فبراير 2008، وقد تم الاعتراف بهذه الخطوة دوليا فقط. أحالت صربيا القضية إلى محكمة العدل الدولية للفصل فيها. كان حكم المحكمة أن إعلان استقلال كوسوفو يتوافق مع القانون الدولي. بعد صدور الحكم، قدمت صربيا والاتحاد الأوروبي قرارا إلى الجمعية العامة للأمم المتحدة والذي دعا إلى إجراء مفاوضات فنية بين حكومتي بلغراد وبريشتينا. صدر القرار المشترك بين صربيا والاتحاد الأوروبي في الجمعية العامة للأمم المتحدة. تم تأجيل المحادثات بعد سحب الثقة عن الحكومة القائمة في كوسوفو آنذاك، مما أجبر كوسوفو على إجراء انتخابات برلمانية مبكرة.

## المفاوضات
أُجريت المحادثات في العاصمة البلجيكية بروكسل، برعاية من الاتحاد الأوروبي ممثلاً في روبرت كوبر. قاد بوركو ستيفانوفيتش فريق التفاوض الخاص بالحكومة في بلغراد، بينما قادت إديتا طاهري فريق التفاوض الخاص بحكومة بريشتينا. بدأت المحادثات في 8 مارس 2011 وركزت على ثلاث قضايا رئيسية:
- التعاون الإقليمي.
- حرية التنقل.
- قواعد القانون.

### الجولة الأولى
جرت الجولة الأولى للحوار يومي 8 و9 مارس 2011 وغطت التعاون الاقتصادي بين الطرفين. كانت القضايا الأخرى المدرجة على جدول الأعمال خلال الجولة الأولى من الحوار هي الاتصالات السلكية واللاسلكية وحركة الطيران والأختام الجمركية وسجلات الأراضي والسجلات المدنية.

### المرحلة الثانية
تأخرت الجولة الثانية من المفاوضات حتى 28 مارس 2011. وكانت القضايا التي نوقشت في الجولة الثانية من المحادثات هي الكهرباء واحتمالية وجود حرية التنقل بين البلدين، وكذلك اختتام موضوعات الجولة الأولى مثل ختم الجمارك في كوسوفو، وحركة النقل الجوي ومشاركة كوسوفو في المبادرات الإقليمية. في 28 مارس، ناقش الوفدان سجلات الممتلكات والأراضي وسجلات المواليد والوفيات والزواج، وكذلك قضايا إمدادات الطاقة. صرح ستيفانوفيتش بأنه «تم إحراز بعض التقدم في سجلات الأراضي وسجلات المواليد وإمدادات الطاقة الكهربائية ؛ وقد قدمنا اقتراحنا ونأمل أن يكون هناك في النهاية ملخص إيجابي لهذه الموضوعات في الاجتماع القادم».

### الجولة الثالثة
تم عقد الجولة الثالثة من المحادثات في 15 أبريل 2011 وكانت القضايا التي نوقشت هي حرية التنقل، ولوحات تسجيل المركبات والاعتراف بالدبلومات.

### الجولة الرابعة
عُقدت الجولة الرابعة يومي 17 و18 مايو 2011. وتم التوصل إلى اتفاق تقريبا بشأن سجلات الممتلكات وكذا حرية التنقل ؛ اقترح الاتحاد الأوروبي أيضا معالجة قضايا المفقودين والتراث الثقافي.

### الجولة الخامسة
تمت إقامة الجولة الخامسة في 14 و 15 يونيو 2011، ولكن تم تأجيلها قبل بضعة أيام. كان من المفترض أنه ستُعقد بدلا من ذلك في أواخر يونيو، ولكن تم تحديد الموعد في 2 يوليو 2011. كان من المتوقع أن يتم التوصل إلى حلول بشأن سجلات الأراضي، وحرية التنقل والسجلات المدنية. يمكن أيضا حل مشكلات الكهرباء والاتصالات في تلك الجولة. تم التوصل إلى اتفاق بشأن حرية التنقل عبر الحدود (الأشخاص والسيارات على حد سواء)، وتبادل المعلومات بشأن السجلات المدنية في صربيا لمساعدة كوسوفو على إنشاء سجل مدني خاص بها، والاعتراف بشهادات التعليم الخاصة بكل من الدولتين.

### الجولة السادسة
كانت الجولة السادسة ستعقد يومي 20 و21 يوليو 2011. تم تأجيلها إلى سبتمبر قبل يوم واحد فقط، بزعم أن ممثل كوسوفو أراد إظهار رموز دولة كوسوفو، وهو الأمر الذي رفضه ممثل الوفد الصربي. تم تعيين تاريخ الجلسة لاحقا في 2 سبتمبر 2011. تم التوصل إلى اتفاق بشأن الجمارك (لن يتضمن الختم سوى عبارة «جمارك كوسوفو») وسجلات الأراضي ؛ بينما نوقشت الاتصالات السلكية واللاسلكية والشهادات الجامعية، لم يتم التوصل إلى اتفاق بشأن هذه القضايا.

### الجولة السابعة
تم تحديد موعد الجولة السابعة في 28 سبتمبر 2011 (تم تحديد موعدها مبدئيا في 27 سبتمبر، ولكن تم تأجيلها قبل فترة قصيرة بسبب أعمال العنف). رفض الوفد الصربي مواصلة المحادثات في الوقت الذي يسيطر فيه مسؤولو الشرطة والجمارك في كوسوفو على المراكز الحدودية، وهو ما لم يتم الاتفاق عليه من قبل وأدى إلى نشوب أعمال العنف. تم تحديد موعد المحادثات في 14 أكتوبر 2011، وتم تخصيصها لمناقشة المشكلات الفنية.

## نتائج المحادثات
- اتفق ممثلو كوسوفو على حرية التنقل عبر الحدود الإدارية، لكل من الأشخاص والسيارات.[18]
- وافقت بلغراد على منح بريشتينا نسخا من سجلات الأراضي والوثائق المتعلقة بالولادات والوفيات والزواج في كوسوفو.[10]
- الاعتراف المتبادل بالدبلومات الجامعية لكل دولة.[18]
- وافقت بلغراد على قبول الطوابع الجمركية في كوسوفو والتي تحمل عبار على «جمارك كوسوفو».[22]
- إنهاء الحظر التجاري وبالتالي استئناف الأنشطة التجارية بين الدولتين.[27]
- عمليات متكاملة عند معابر شمال كوسوفو.[28]
- تمثيل سلطات بريشتينا في المنظمات الإقليمية.
- سيتم تبادل دبلوماسيين بين بلغراد وبريشتينا - ليتمركزون في بعثات الاتحاد الأوروبي.[29]

## أهداف أخرى
من المتوقع إبرام اتفاقيات إضافية حول :
- قضايا التعاون في مجال الطاقة : نقل الكهرباء.[30]
- قضايا الاتصالات : خدمات الهاتف الثابت والهواتف المحمولة في شمال كوسوفو، الرومينغ.[30]

## ردود الفعل الدولية
| الكيان السياسي   | ردود الفعل |
| ---------------- | --- |
| ألبانيا          | صرح رئيس وزراء ألبانيا صالح بريشا بأنه يدعم "المحادثات التقنية". |
| النمسا           | صرح وزير الخارجية النمساوي مايكل سبيندلغر بأنه يعتقد أن بدء المحادثات بين بلغراد وبريشتينا كان جيدا وأسفر عن نتائج، بالرغم من ضبط النفس بين الطرفين. كما رحب بالتقدم المُحرز في المحادثات، لكنه شدد على أن عودة العلاقات بين صربيا وكوسوفو إلى طبيعتها لا تزال بعيدة المنال |
| كرواتيا          | في 28 مارس 2011، صرح جوردان ياندروكوفيتش، وزير الشؤون الخارجية والتكامل الأوروبي الكرواتي، قائلاً: "نحن ندعم الحوار التقني بين دولتي كوسوفو وصربيا، كدولتين مستقلتين. بشأن هذه المسألة، يمكن لكرواتيا أن تكون نموذجا للتعاون الإقليمي في حل المشكلات الفنية بين دول المنطقة ". |
| European Union   | صرح وسيط الاتحاد الأوروبي روبرت كوبر أن "الجو كان جيدا. كان هذا أول اجتماع رسمي يعقد في السنوات القليلة الماضية. كان الجو جيدا وودودا وصادقا". |
| فرنسا            | قال الرئيس الفرنسي نيكولا ساركوزي أن كوسوفو تقدمت منذ إعلان الاستقلال في عام 2008، لكنه قال إن كوسوفو بحاجة إلى إصلاح أكثر وهذا هو الهدف من الحوار مع بلغراد. |
| إيران            | صرح المتحدث باسم وزارة الخارجية الإيرانية رامين مهمانبراست بأن "جمهورية إيران الإسلامية ترحب ببدء المحادثات المباشرة بين صربيا وكوسوفو تماشيا مع قرار الجمعية العامة للأمم المتحدة". |
| كوسوفو           | في 10 مارس 2011، أصدرت جمعية كوسوفو قرارا (63 صوت لصالحه و57 ضده) لدعم المفاوضات بين جمهورية كوسوفو وجمهورية صربيا. ينص القرار على أن المفاوضات يجب أن تتناول "القضايا الفنية ذات الاهتمام المشترك" و "لا يمكن بأي حال من الأحوال أن تشمل سيادة ... وسلامة أراضي كوسوفو". |
| صربيا            | في 9 مارس 2011، صرح الوزير الصربي لكوسوفو غوران بوغدانوفيتش بأن المفاوضات كانت "فرصة للوصول إلى حل وسط تاريخي ومصالحة تاريخية لأن المشاكل في العلاقات بين الصرب والألبان كانت موجودة بالفعل على مدى القرون القليلة الماضية" لن نعترف بكوسوفو ككيان مستقل، ومن الجيد أن هذه المناقشات لم تُمنح مهلة محددة وأن المشاركين في المحادثات لم يذهبوا إلى بروكسل بحلول جاهزة ". صرح بوركو ستيفانوفيتش بأن بلغراد ترغب في مناقشة وضع كوسوفو خلال المفاوضات، لكن بريشتينا تعارض بشدة التفاوض على الوضع وتقول إن الوضع ليس قابلا للتفاوض. ورفض ستيفانوفيتش الادعاء بأن هذه كانت مجرد "مفاوضات فنية"، وذكر أن "بعض القضايا تبدو تقنية فقط، ولكن لها بعد سياسي قوي. إن إصرار بريشتينا المستمر على الاستقلال ليس سوى تشجيع للذات". |
| الولايات المتحدة | صرحت السفيرة الأمريكية في صربيا ماري وارليك : " نأمل أن تكون هذه عملية إيجابية وبناءة من شأنها أن تؤدي إلى تحسين حياة الناس اليومية في كلا البلدين. نحن نؤيد المحادثات بقوة، وقد استهل الفريقان الحوار جيدا". |